# Попелиця зелена яблунева
Попелиця зелена яблунева (Aphis pomi) — комаха з родини попелиць ряду рівнокрилих. Шкідники плодових культур. В Україні трапляється повсюдно. Пошкоджує яблуню, рідше — грушу, айву, глід, горобину, кизильник, іргу.

## Опис
Безкрила партеногенетична самка завдовжки до 2 мм, зеленувата, з коричневожовтою головою; вусики жовтуваті, 6-тичленикові; сокові трубочки й хвостик чорні. Крилата самкарозселювачка розміром 1,8-2 мм, голова, груди, вусики, ноги і сокові трубочки темно забарвлені; черевце зелене з чорними плямами; вусики 6членикові, жовті із затемненою верхівкою; крила прозорі, ледь коричнювато-блакитнуваті. Амфігонна самка і самець безкрилі, жовтуватозелені або буруватожовтого кольору; трубочки й хвостик чорні; вусики 6-ти членикові; гомілки задніх ніг потовщені; довжина самки — 1,6 мм, самця — 0 1,2 мм. Яйце розміром 0,4-0,5 мм, видовженоовальне, чорне, блискуче. Личинка зелена з червонуватим полиском; очі червоні; ноги й вусики чорні.

## Екологія
Зимують запліднені яйця на молодих пагонах біля основи бруньок. У період набухання і розпускання бруньок відроджуються личинки й розпочинають живлення. Через 10-15 діб, після чотирьох линянь, личинки перетворюються на партеногенетичних самокзасновниць. Самкизасновниці з'являються перед початком цвітіння яблуні, коли сума ефективних температур (при нижньому порозі розвитку 5 °С) досягає 105 °С. За 20-30 діб життя засновниця відроджує 80 — 100 личинок.
Зелена яблунева попелиця — немігруючий вид. У літній період одночасно з безкрилими розвиваються (починаючи з третього покоління) крилаті самкирозселювачки, які розлітаються і заселяють нові кормові рослини. Упродовж вегетаційного сезону попелиця дає у північній зоні 6-8, у Лісостепу — 9-13, на півдні — 14-17 поколінь. У вересні — жовтні з'являються самки-статеноски, що відроджують личинок, які перетворюються на амфігонних самок і самців. Запліднені самки відкладають 2-5 зимуючих яєць. Личинки та імаго висмоктують сік із бруньок, що набрякають і що розпускаються, заселяють нижній бік листків, зелені пагони, іноді зав'язі. Пошкоджене листя скручується і відмирає. Пагони затримуються в рості й викривляються. На сильно пошкоджених деревах плоди дрібнішають, на них часто розтріскується шкірочка.

## Шкодочинність
Попелиця особливо шкодочинна в плодових розсадниках і молодих садах. Оптимальні умови для розвитку шкідника — помірно тепла погода і підвищена відносна вологість повітря. Чисельність попелиць знижується при загасанні ростових процесів у кормових рослин, високій температурі поряд з низькою відносною вологістю повітря та рясних зливах, які змивають значну кількість комах.
Яблуні та іншим плодовим культурам шкоди нерідко завдає яблуневозлакова попелиця — Rhopalosiphum insertum Walk., яка розвивається з дводомним циклом. Зимують її яйця на плодових. Навесні після розвитку 2-3 генерацій мігрує на злакові рослини. У вересні утворюються крилаті й безкрилі статеноски. Крилаті статеноски перелітають на яблуню і відроджують безкрилих амфігонних самок. Безкрилі статеноски відроджують крилатих самців, які перелітають до самок. Після спарювання самка відкладає 4-7 зимуючих яєць.

## Хижаки та заходи боротьби
На попелицях паразитують їздці з родин Aphidiidae — Praon volucre Hal., Monoctonus cerasi Marsh., Lipolexis gracilis Först., Trioxys auctus Hal.; Aphelinidae — Aphelinus chacnia Walk., Aphidencyrtus mamitus Walk. та ін.
Заходи захисту плодових дерев від попелиць. Вирізання прикореневої порості й жирових пагонів, які особливо інтенсивно заселяються попелицями.
При чисельності понад 10-20 яєць на 10 см пагонів необхідно в осередках розмноження шкідника рано навесні, до розпускання бруньок, за температури не нижче +4 °С провести обприскування — промивання дерев овіцидами.
Якщо щільність заселення попелицею перевищує 5 колоній на 100 листків, необхідна обробка інсектицидами.
Регульованим співвідношенням попелиць і афідофагів є один афідофаг на 30 личинок шкідника. За такого співвідношення застосування афіцидів недоцільне.